# Lista de álbuns de música latina mais vendidos

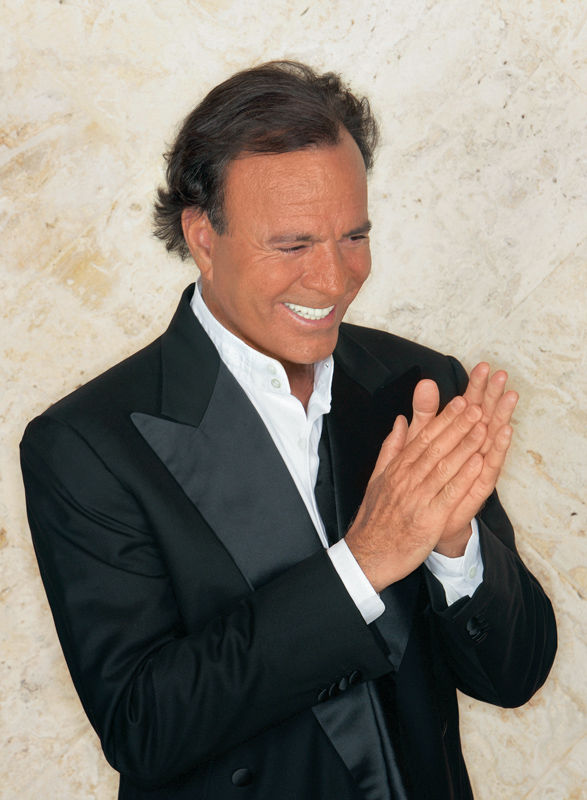
Julio Iglesias tem o álbum de música latina mais vendido de todos os tempos com o álbum Momentos.

Esta é uma lista dos álbuns de música latina mais vendidos do mundo. "Música latina" possui significados diferentes na indústria musical. Por exemplo, o mercado de música latina nos Estados Unidos define o termo como qualquer lançamento cantado principalmente no idioma espanhol, independentemente do gênero ou da nacionalidade do artista, segundo organizações como a Recording Industry Association of America (RIAA) e a Billboard, enquanto organizações internacionais e grupos comerciais como a Academia Latina da Gravação incluem músicas cantadas no idioma português. Como um gênero musical, jornalistas musicais e musicólogos definem a música latina como sendo um conjunto de estilos musicais vindos de regiões onde a língua espanhola é falada na América Latina e na Espanha, enquanto a música brasileira e a música portuguesa são ocasionalmente incluídas no gênero.
Como resultado das visões conflitantes sobre a definição do gênero, a lista inclui álbuns com vocais latinos ou álbuns instrumentais que caiam nessa categoria. Para que apareça na lista, o álbum deve ter sido publicado por uma fonte confiável, deve ter vendido pelo menos 2 milhões de cópias com pelo menos 600.000 (igual a um disco de diamante Latino de la RIA) unidades certificadas e deve seguir um dos seguintes critérios: ter pelo menos 51% de seu conteúdo em espanhol ou português, ou ser um álbum de música latina instrumental (ou qualquer subgênero). Apenas ter herança latina ou ter "influência latina" para álbuns que não sejam de língua espanhola ou portuguesa não é suficiente para a inclusão nesta lista. Por exemplo, Laundry Service (2001) não está listado apesar de Shakira ser colombiana, porque os jornalistas musicais o descreveram como não sendo um álbum de música latina. Da mesma forma, Marc Anthony descreveu seu álbum autointitulado de 1999 como não latino. Esta lista pode conter qualquer tipo de álbum, incluindo álbuns de estúdio, EPs, grandes sucessos, compilações, álbuns com múltiplas participações, trilhas sonoras e remixes. Os valores apresentados não consideram a revenda de álbuns usados. Para álbuns com múltiplas versões, apenas as versões em espanhol ou português serão contabilizadas nas vendas.
Todos os álbuns incluídos nesta lista têm seus valores em cópias autenticadas. As certificações online na América Latina não abrangem todos os períodos de tempo, por exemplo, a autoridade certificadora no México denominada AMPROFON, só possui certificações a partir de 1999 em seu banco de dados online. Certificações de países latino-americanos poderão ser utilizadas se a fonte mencionar a autoridade certificadora desse país. No caso das vendas de álbuns de música latina nos EUA, principalmente aqueles lançados antes da década de 1990, as certificações foram concedidas pela própria gravadora do artista, e não pela RIAA, com um limite mais baixo, uma prática que foi amplamente criticada pelos executivos das gravadoras latinas devido às vendas não serem auditadas por uma representante externa. Além disso, a RIAA observou que as vendas de muitos álbuns de salsa não foram declaradas porque os locais que vendiam os discos não reportavam aos serviços de monitorização. Num artigo de 1989 para a Billboard, Carlos Agudelo citou a insularidade do mercado de música latina nos EUA pela falta de números de vendas confiáveis reportados à RIAA. Apenas as certificações listadas no banco de dados da RIAA podem ser usadas para certificações dos EUA. Espera-se que os álbuns lançados antes da década de 1990 tenham apenas números declarados.
Como resultado da metodologia usada pelos órgãos de certificação americanos e canadenses (RIAA e Music Canada, respectivamente), cada disco em um conjunto de vários discos é contado como uma unidade para a certificação, fazendo com que muitos álbuns duplicados na lista tenham um número dobrado de cópias autenticadas vendidas. Esses álbuns têm suas autenticações indicadas pelo número de cópias (não discos) físicas vendidas. Por outro lado, o nível de certificação americano para álbuns duplos que cabem em um CD reflete o número real de cópias vendidas. Em 2016, a RIAA incluiu o streaming, além da venda de faixas individuais e de álbuns, com base no conceito de unidade equivalente ao álbum para fins de certificação e, portanto, a certificação não reflete mais apenas as vendas físicas.
Com vendas estimadas em 12 milhões de cópias em todo o mundo, Momentos (1982), do cantor espanhol Julio Iglesias, é considerado o álbum de música latina mais vendido. Luis Miguel é o artista com mais entradas na lista com quatorze álbuns, enquanto a cantora pop colombiana Shakira tem o maior número de entradas para uma artista feminina na lista, com quatro álbuns.
As entradas são agrupadas em seções separadas por ordem de grandeza do número de vendas, sendo os valores mais altos para álbuns com pelo menos 10 milhões de cópias e os valores mais baixos para álbuns entre 2 a 5 milhões de cópias. Os álbuns são listados em ordem decrescente em número de cópias vendidas e, posteriormente, pelo primeiro nome do artista em ordem alfabética. A ordem dos mercados na tabela é baseada no número de discos compactos vendidos em cada mercado em ordem decrescente.

## Legenda
| Cores | Cores                          |
| ----- | ------------------------------ |
|       | Álbuns de estúdio              |
|       | Maiores sucessos e compilações |
|       | Trilhas sonoras                |
|       | Álbuns ao vivo                 |

### Órgãos de certificação
Bundesverband Musikindustrie - Alemanha
Cámara Argentina de Productores de Fonogramas y Videogramas - Argentina
Australian Recording Industry Association - Austrália
Pro-Música Brasil (PMB) - Brasil
Music Canadá - Canadá
Productores de Música de España - Espanha
Recording Industry Association of America (RIAA) - EUA
Musiikkituottajat - Finlândia
Federação Internacional da Indústria Fonográfica Grécia (IFPI Grécia) - Grécia
Syndicat National de lagyar Hanglemezkiadók Szövetsége - Hungria
Federazione Industria Musicale Italiana - Itália
Associação da Indústria de Gravação do Japão (RIAJ) - Japão
Asociación Mexicana de Productores de Fonogramas y Videogramas - México
Federação Internacional da Indústria Fonográfica - Noruega
Nederlandse Vereniging van Producenten en Importeurs van beeld- en geluidsdragers (NVPI) - Países Baixos
Związek Producentów Audio Video (ZPAV) - Polônia
Associação Fonográfica Portuguesa - Portugal
British Phonographic Industry - Reino Unido
Cámara Uruguaya del Disco - Uruguai

## Por vendas declaradas
Os álbuns nesta lista são baseados no número declarado de vendas e cópias autenticadas fornecidos por autoridades certificadoras em um banco de dados online. A única exceção é o PROMUSICAE, onde as certificações anteriores a 2003 estão listadas no livro "Sólo éxitos. Año a año. 1959-2002" (2005) de Fernando Salaverri (em espanhol).

### 2 milhões de cópias ou mais
*Todos os números totais de vendas são mostrados em milhões
| Artista                 | Álbum                         | Ano de lançamento | Gênero                                                              | Idioma                            | Total de cópias autenticadas (pelos mercados disponíveis) * | Vendas reivindicadas* | Referências     |
| ----------------------- | ----------------------------- | ----------------- | ------------------------------------------------------------------- | --------------------------------- | --- | --------------------- | --------------- |
| Júlio Iglesias          | Momentos                      | 1982              | Pop latino                                                          | Espanhol Português Francês Inglês | 4,83 - EUA: 200.000 - Japão: 600.000 - Reino Unido: 100.000 - Brasil: 2 milhões - Espanha: 600.000 - México: 500.000 - Argentina: 420.000 - Dinamarca: 80.000 - Finlândia: 60.436 - Colômbia: 60.000 - Canadá: 50.000 - Países Baixos: 50.000 - Suécia: 50.000 - Áustria: 25.000 - Portugal: 20.000 - Chile: 15.000 | 12                    | [ 29 ]          |
| Luis Miguel             | Romance                       | 1991              | Bolero                                                              | Espanhol                          | 4,55 - EUA: 1 milhão - Brasil: 100.000 - México: 2 milhões - Espanha: 200.000 - Argentina: 960.000 - Venezuela: 100.000 - Colômbia: 60.000 - Chile: 100.000 - Peru: 30.000 | 8                     | [ 36 ] [ 37 ]   |
| Buena Vista Social Club | Buena Vista Social Club       | 1997              | Música cubana                                                       | Espanhol                          | 3,22 - EUA: 1 milhão - Japão: 100.000 - Reino Unido: 300.000 - Alemanha: 750.000 - França: 100.000 - Canadá: 100.000 - Áustria: 70.000 - Brasil: 100.000 - Países Baixos: 200.000 - Suécia: 40.000 - Bélgica: 150.000 - Argentina: 60.000 - Suíça: 150.000 - Áustria: 100.000                                       | 8                     | [ 50 ]          |
| Alejandro Sanz          | Más                           | 1997              | Pop flamenco                                                        | Espanhol                          | 4,552 - EUA: 600.000 - Brasil: 100.000 - Chile: 80.000 - Colômbia: 120.000 - Equador: 30.000 - Paraguai: 30.000 - Peru: 30.000 - Espanha: 2.2 milhões - México: 750.000 - Argentina: 300.000 - Uruguai: 12.000 - Venezuela: 300.000                                                                                 | 6                     | [ 57 ]          |
| Ricky Martin            | Vuelve                        | 1998              | Dança [ 58 ] Baladas [ 58 ]                                         | Espanhol                          | 3,2 - EUA: 1 milhão - França: 100.000 - Canadá: 200.000 - Áustria: 140.000 - Suécia: 80.000 - Espanha: 600.000 - México: 750.000 - Argentina: 180.000 - Noruega: 25.000 - Polônia: 50.000 - Suíça: 50.000 - Finlândia: 10.000 - Uruguai: 6,000                                                                      | 6                     | [ 62 ]          |
| Gloria Estefan          | Mi Tierra                     | 1993              | Música cubana                                                       | Espanhol                          | 3,5 - EUA: 1,6 milhões - Países Baixos: 100.000 - Espanha: 1 milhão - México: 750.000 - Argentina: 120.000 - Suíça: 25,000 | 5,2                   |                 |
| Selena                  | Dreaming of You               | 1995              | Música pop [ 64 ] Música latina [ 64 ]                              | Espanhol Inglês                   | 3,59 - EUA: 3,54 milhões - Canadá: 50.000 | 5                     | [ 65 ] [ 66 ]   |
| Maná                    | ¿Donde Jugaran Los Niños?     | 1992              | Pop latino Pop rock [ 67 ]                                          | Espanhol                          | 3,4 - EUA: 1,2 milhões - Espanha: 100.000 - México: 2 milhões - Argentina: 120.000 | 5                     | [ 68 ]          |
| Shakira                 | Fijación Oral, Vol. 1         | 2005              | Pop latino                                                          | Espanhol                          | 2,6 - EUA: 1,1 milhão - Alemanha: 300.000 - França: 100.000 - Espanha: 300.000 - México: 300.000 - Argentina: 120.000 - Bélgica: 25,000 - Suíça: 40.000 - Áustria: 30.000 - Grécia: 10.000 - Hungria: 10.000 - Portugal: 10.000 - Rússia: 20.000                                                                    | 5                     | [ 74 ]          |
| Juan Luis Guerra        | Bachata Rosa                  | 1990              | Bachata [ 75 ] Merengue [ 76 ] Salsa [ 76 ]                         | Espanhol                          | 0,95 - EUA: 100.000 - Brasil: 100.000 - Países Baixos: 50.000 - Espanha: 700.000 | 5                     | [ 77 ]          |
| Luis Miguel             | Romances                      | 1997              | Bolero                                                              | Espanhol                          | 4,945 - EUA: 1 milhão - Brasil: 100.000 - México: 1,2 milhões - Espanha: 900.000 - Argentina: 660.000 - Colômbia: 120.000 - Venezuela: 600.000 - Chile: 200.000 - América Central: 100.000 - Paraguai: 20.000 - Bolívia: 20.000 - Equador: 15.000 - Peru: 10.000                                                    | 4,5                   | [ 84 ] [ 85 ]   |
| Luis Miguel             | Segundo Romance               | 1994              | Bolero                                                              | Espanhol                          | 3,753 - EUA: 1 milhão - Brasil: 100.000 - México: 1,25 milhões - Espanha: 200.000 - Argentina: 660.000 - Colômbia: 120.000 - Venezuela: 200.000 - Chile: 165.000 - Peru: 20.000 - Uruguai: 18.000 | 4,5                   | [ 90 ]          |
| Santana                 | Abraxas                       | 1970              | Rock                                                                | Instrumental Inglês Espanhol      | 5,7 - EUA: 5 milhões - Reino Unido: 100.000 - França: 300.000 - Canadá: 300.000 | 4                     | [ 92 ] [ 93 ]   |
| Shakira                 | Sale el Sol                   | 2010              | Pop latino Merengue Rock World music [ 94 ] [ 95 ] [ 96 ]           | Espanhol Inglês                   | 2,1 - EUA: 600.000 - Alemanha: 200.000 - França: 500.000 - Brasil: 160.000 - Itália: 120.000 - Espanha: 120.000 - Suécia: 60.000 - Suíça: 60.000 - México: 210.000 - Belize: 30.000 - Áustria: 20.000 - Polônia: 40.000 - Rússia: 10.000                                                                            | 4                     | [ 99 ]          |
| Shakira                 | Pies Descalzos                | 1995              | Pop rock [ 100 ] Rock [ 101 ]                                       | Espanhol                          | 2,09 - EUA: 1 milhão - Brasil: 250.000 - Espanha: 100.000 - México: 500.000 - Argentina: 240.000 | 4                     | [ 102 ]         |
| Juanes                  | Mi Sangre                     | 2004              | Rock                                                                | Espanhol                          | 1,95 - EUA: 1,08 milhões - Alemanha: 300.000 - Países Baixos: 40.000 - Suécia: 30.000 - Suíça: 40.000 - México: 200.000 - Argentina: 80.000 - Bélgica: 100.000 - Áustria: 15.000 - Finlândia: 51.811 - Grécia: 10.000 - Hungria: 10.000                                                                             | 4                     | [ 105 ] [ 106 ] |
| Shakira                 | Dónde Están los Ladrones?     | 1998              | Pop [ 107 ] Rock [ 108 ]                                            | Espanhol                          | 1,85 - EUA: 1 milhão - Espanha: 100.000 - México: 500.000 - Argentina: 240.000 - Uruguai: 12.000 | 4                     | [ 109 ]         |
| Enrique Iglesias        | Enrique Iglesias              | 1995              | Pop [ 110 ] Balada [ 110 ]                                          | Espanhol                          | 1,6 - EUA: 1 milhão - Brasil: 100.000 - Espanha: 400.000 - Argentina: 60.000 - Portugal: 40.000 | 4                     | [ 111 ]         |
| Julio Iglesias          | Hey!                          | 1980              | Balada                                                              | Espanhol                          | 1,05 - EUA: 500.000 - Países Baixos: 50.000 - Espanha: 500.000 | 4                     | [ 113 ]         |
| Julio Iglesias          | Tango                         | 1996              | Tango                                                               | Espanhol                          | 2,185 - EUA: 600.000 - Reino Unido: 60.000 - França: 300.000 - Canadá: 50.000 - Áustria: 70.000 - Países Baixos: 100.000 - Itália: 100.000 - Espanha: 600.000 - Suécia: 40.000 - Suíça: 25.000 - Argentina: 240.000                                                                                                 | 4                     | [ 115 ]         |
| Charlie Zaa             | Sentimientos                  | 1996              | Bolero                                                              | Espanhol                          | 1 - EUA: 1 milhão | 4                     | [ 116 ]         |
| Kaoma                   | Worldbeat                     | 1989              | Lambada                                                             | Português Espanhol Inglês         | 1,37 - EUA: 500.000 - Japão: 200.000 - França: 200.000 - Canadá: 50.000 - Áustria: 250.000 - Países Baixos: 50.000 - Espanha: 100.000 - Suíça: 25.000 | 4                     | [ 119 ]         |
| Luis Miguel             | Amarte es un Placer           | 1999              | Pop                                                                 | Espanhol                          | 2,35 - EUA: 500.000 - Espanha: 700.000 - México: 750.000 - Argentina: 300.000 - Chile: 100.000 | 3,5                   | [ 123 ] [ 124 ] |
| Maná                    | Sueños Liquidos               | 1997              | Pop latino Pop rock [ 125 ]                                         | Espanhol                          | 2,3 - EUA: 1 milhão - México: 1.2 milhões - Argentina: 120.000 | 3,5                   | [ 126 ]         |
| Marcelo Rossi           | Músicas para Louvar ao Senhor | 1997              | Música cristã                                                       | Português                         | 3 - Brasil: 3 milhões | 3,3                   | [ 127 ]         |
| Maná                    | MTV Unplugged                 | 1999              | Pop rock                                                            | Espanhol                          | 2,2 - EUA: 500.000 - Espanha: 400.000 - México: 900.000 - Argentina: 420.000 | 3                     | [ 129 ]         |
| Paulina Rubio           | Paulina                       | 2000              | Pop latino [ 130 ] Electronic dance music [ 130 ] Balada [ 130 ]    | Espanhol                          | 1,842 - EUA: 800.000 - Argentina: 30.000 - América Central: 20.000 - Chile: 20.000 - Equador: 7.500 - Peru: 5.000 - Espanha: 300.000 - México: 600.000 - Venezuela: 50.000 | 3                     | [ 135 ]         |
| Manu Chao               | Próxima Estación: Esperanza   | 2001              | Música latina                                                       | Espanhol Idiomas variados         | 1,675 - EUA: 100.000 - Reino Unido: 60.000 - França: 900.000 - Canadá: 50.000 - Países Baixos: 40.000 - Itália: 100.000 - Espanha: 200.000 - Suíça: 120.000 - Argentina: 40.000 - Bélgica: 50.000 - Grécia: 15.000                                                                                                  | 3                     | [ 137 ]         |
| Luis Miguel             | Aries                         | 1993              | Dance-pop [ 138 ] Balada [ 139 ]                                    | Espanhol                          | 1,66 - México: 1 milhão - Espanha: 100.000 - Argentina: 500.000 - Colômbia: 60.000 | 3                     | [ 124 ]         |
| Ricky Martin            | A Medio Vivir                 | 1995              | Música latina                                                       | Espanhol                          | 1,5 - EUA: 500.000 - França: 300.000 - Suécia: 60.000 - Suíça: 25.000 - México: 210.000 - Argentina: 360.000 - Bélgica: 30.000 - Finlândia: 29.363 | 3                     | [ 144 ]         |
| Luis Miguel             | Busca una Mujer               | 1988              | Pop latino                                                          | Espanhol                          | 1,34 - México: 1 milhão - Argentina: 240.000 - Espanha: 100.000 | 3                     | [ 123 ]         |
| Enrique Iglesias        | Vivir                         | 1997              | Pop latino [ 147 ] Dance-pop [ 147 ] Adult contemporary [ 147 ]     | Espanhol                          | 1,25 - EUA: 1 milhão - Brasil: 50.000 - Espanha: 200.000 | 3                     | [ 148 ]         |
| Luis Miguel             | Nada Es Igual...              | 1996              | Música pop R&B                                                      | Espanhol                          | 1,245 - EUA: 500.000 - Espanha: 200.000 - Argentina: 420.000 - Chile: 125.000 | 3                     | [ 150 ] [ 151 ] |
| Julio Iglesias          | Libra                         | 1985              | Adult contemporary [ 152 ] Pop latino [ 152 ]                       | Espanhol Inglês Português         | 0,70 - EUA: 600.000 - Espanha: 100.000 | 3                     | [ 153 ]         |
| Julio Iglesias          | Un hombre solo                | 1987              | Pop latino                                                          | Espanhol                          | 0,64 - Espanha: 400.000 - Argentina: 240.000 | 3                     | [ 155 ]         |
| Laura Pausini           | Laura Pausini                 | 1994              | Pop                                                                 | Espanhol                          | 1,340 - Espanha: 1,1 milhão - Argentina: 240.000 | 3                     | [ 157 ]         |
| Só Pra Contrariar       | Só pra Contrariar             | 1997              | Samba [ 158 ] MPB [ 158 ]                                           | Português                         | 3 - Brasil: 3 milhões | 2,9                   | [ 127 ]         |
| Sandy & Junior          | As Quatro Estações            | 1999              | Teen pop                                                            | Português                         | 2 - Brasil: 2 milhões | 2,8                   | [ 160 ]         |
| Sandy & Junior          | Quatro Estações: O Show       | 2000              | Teen pop                                                            | Português                         | 1 - Brasil: 1 milhão | 2,7                   | [ 161 ]         |
| Leandro e Leonardo      | Um Sonhador                   | 1998              | Musica sertaneja                                                    | Português                         | 1 - Brasil: 1 milhão | 2,7                   | [ 127 ]         |
| Las Ketchup             | Hijas del Tomate              | 2002              | Pop latino [ 163 ] Rumba flamenca [ 163 ]                           | Espanhol                          | 0,955 - EUA: 400.000 - França: 100.000 - Espanha: 100.000 - Suécia: 30.000 - Suíça: 20.000 - México: 150.000 - Finlândia: 60.000 - Portugal: 80.000 - Grécia: 15.000 | 2,6                   | [ 164 ]         |
| Selena                  | Amor Prohibido                | 1994              | Cúmbia mexicana                                                     | Espanhol                          | 2,16 - EUA: 2,16 milhões | 2,5                   | [ 166 ]         |
| Linda Ronstadt          | Canciones de Mi Padre         | 1987              | Mariachi                                                            | Espanhol                          | 2 - EUA: 2 milhões | 2,5                   | [ 168 ] [ 169 ] |
| Chayanne                | Atado a Tu Amor               | 1998              | Soft rock [ 170 ] Electronic dance music [ 170 ]                    | Espanhol                          | 1,874 - EUA: 500.000 - Chile: 80.000 - Espanha: 700.000 - México: 250.000 - Argentina: 300.000 - Uruguai: 24.000 | 2,5                   | [ 172 ]         |
| Luis Miguel             | Mis Romances                  | 2001              | Bolero                                                              | Espanhol                          | 1,43 - EUA: 400.000 - Brasil: 50.000 - Espanha: 300.000 - México: 600.000 - Argentina: 80.000 | 2,5                   | [ 174 ]         |
| Mamonas Assassinas      | Mamonas Assassinas            | 1995              | Comedy rock                                                         | Português                         | 1 - Brasil: 1 milhão | 2,46                  | [ 127 ]         |
| Terra Samba             | Terra Samba ao Vivo e a Cores | 1998              | Samba [ 176 ] Pagode [ 176 ]                                        | Português                         | 2 - Brasil: 2 milhões | 2,45                  | [ 127 ]         |
| Alejandro Sanz          | El Alma al Aire               | 2000              | Pop latino                                                          | Espanhol                          | 2,05 - EUA: 200.000 - Espanha: 1,3 milhões - México: 375.000 - Argentina: 180.000 | 2,3                   | [ 177 ]         |
| Gloria Estefan          | Abriendo Puertas              | 1995              | Salsa [ 178 ] Merengue [ 178 ] Bolero [ 178 ] Música cubana [ 178 ] | Espanhol                          | 1,31 - EUA: 600.000 - Países Baixos: 50.000 - Espanha: 600.000 - Argentina: 60.000 | 2,3                   | [ 179 ]         |
| Mecano                  | Descanso Dominical            | 1988              | Synth-pop                                                           | Espanhol                          | 1,125 - Espanha: 1,1 milhão - Suíça: 25.000 | 2,2                   | [ 181 ]         |
| Alejandro Fernández     | Me Estoy Enamorando           | 1997              | Bolero [ 182 ] Ranchera [ 182 ] Música pop [ 182 ]                  | Espanhol                          | 1,06 - EUA: 1 milhão - Argentina: 60.000 | 2,2                   | [ 183 ]         |
| Christina Aguilera      | Mi Reflejo                    | 2000              | Pop latino [ 184 ] World music [ 185 ] R&B contemporâneo [ 186 ]    | Espanhol                          | 1,06 - EUA: 600.000 - Espanha: 100.000 - México: 300.000 - Argentina: 60.000 | 2,2                   | [ 187 ]         |
| Maná                    | Amar es Combatir              | 2006              | Rock                                                                | Espanhol                          | 1,1 - EUA: 500.000 - Brasil: 30.000 - Espanha: 240.000 - Suíça: 15.000 - México: 200.000 - Argentina: 160.000 | 2,1                   | [ 189 ]         |
| Marco Antonio Solís     | Trozos de Mi Alma             | 1999              | Pop latino                                                          | Espanhol                          | 2,06 - EUA: 1 milhão - Brasil: 30.000 - México: 1 milhão - Argentina: 60.000 | 2                     | [ 191 ]         |
| Gipsy Kings             | Gipsy Kings                   | 1987              | Música pop Flamenco [ 192 ]                                         | Espanhol                          | 1,885 - EUA: 1 milhão - Japão: 100.000 - Reino Unido: 100.000 - França: 300.000 - Canadá: 200.000 - Áustria: 140.000 - Suíça: 25.000 - Portugal: 20.000 | 2                     | [ 193 ]         |
| David Bisbal            | Corazón latino                | 2002              | Pop latino [ 194 ] Balada sentimental [ 194 ]                       | Espanhol                          | 1,7 - EUA: 100.000 - Espanha: 1,3 milhões - México: 300.000 | 2                     | [ 194 ]         |
| Luis Miguel             | 20 Años                       | 1990              | Ballads                                                             | Espanhol                          | 1,5 - México: 1 milhão - Espanha: 200.000 - Argentina: 300.000 | 2                     | [ 197 ]         |
| La Oreja de Van Gogh    | El viaje de Copperpot         | 2000              | Pop                                                                 | Espanhol                          | 1,5 - EUA: 100.000 - Espanha: 1,1 milhão - México: 300.000 | 2                     | [ 198 ]         |
| Luis Miguel             | Soy Como Quiero Ser           | 1987              | Pop latino                                                          | Espanhol                          | 1,48 - México: 1,25 milhões - Espanha: 50.000 - Argentina: 180.000 | 2                     | [ 123 ]         |
| Luis Miguel             | México en la Piel             | 2004              | Mariachi                                                            | Espanhol                          | 1,46 - EUA: 400.000 - Espanha: 100.000 - México: 800.000 - Argentina: 80.000 - Colômbia: 20.000 - Venezuela: 40.000 - Chile: 20.000 | 2                     | [ 203 ]         |
| Ottmar Liebert          | Nouveau Flamenco              | 1990              | Novo flamenco                                                       | Instrumental                      | 1,5 - EUA: 1,4 milhões - Canadá: 100.000 | 2                     | [ 204 ] [ 205 ] |
| Elvis Crespo            | Suavemente                    | 1998              | Merengue                                                            | Espanhol                          | 1,48 - EUA: 1 milhão - México: 350.000 - Argentina: 120.000 - Uruguai: 12.000 | 2                     | [ 207 ]         |
| Rosana Arbelo           | Lunas Rotas                   | 1996              | Rumba flamenca [ 208 ] Bossa nova [ 208 ]                           | Espanhol                          | 1,34 - Espanha: 1,1 milhões - Argentina: 240.000 | 2                     | [ 209 ]         |
| Luis Miguel             | El Concierto                  | 1995              | Música pop Bolero Ranchera [ 210 ]                                  | Espanhol                          | 1,29 - EUA: 500.000 - México: 500.000 - Espanha: 50.000 - Argentina: 240.000 | 2                     | [ 212 ]         |
| Ricky Martin            | MTV Unplugged                 | 2006              | Pop                                                                 | Espanhol                          | 1,27 - EUA: 200.000 - México: 950.000 - Argentina: 80.000 - Espanha: 40.000 | 2                     | [ 214 ]         |
| Tribalistas             | Tribalistas                   | 2002              | MPB                                                                 | Português                         | 1,25 - Brasil: 1 milhão - Espanha: 50.000 - Argentina: 40.000 - Portugal: 160.000 | 2                     | [ 216 ]         |
| Alejandro Sanz          | No Es lo Mismo                | 2003              | Pop ballads                                                         | Espanhol                          | 1,22 - EUA: 100.000 - Espanha: 800.000 - México: 200.000 - Argentina: 120.000 | 2                     | [ 218 ]         |
| Juanes                  | Un Dia Normal                 | 2002              | Rock                                                                | Espanhol                          | 1,2 - EUA: 600.000 - Espanha: 200.000 - México: 225.000 - Argentina: 40.000 - Portugal: 20.000 | 2                     | [ 219 ]         |
| Luis Miguel             | Vivo                          | 2000              | Música pop Bolero Ranchera [ 220 ]                                  | Espanhol                          | 1,145 - EUA: 200.000 - Espanha: 300.000 - México: 525.000 - Argentina: 120.000 | 2                     | [ 174 ]         |
| Daddy Yankee            | Barrio Fino                   | 2004              | Reggaeton                                                           | Espanhol                          | 1,1 - EUA: 1 milhão - México: 100.000 - Argentina: 40.000 | 2                     | [ 222 ]         |
| Marco Antonio Solís     | Más de Mi Alma                | 2001              | Folk [ 223 ] Música pop [ 223 ]                                     | Espanhol                          | 1,1 - EUA: 500.000 - Espanha: 20.000 - México: 300.000 - Argentina: 300.000 | 2                     | [ 224 ] [ 225 ] |
| Mónica Naranjo          | Palabra De Mujer              | 1997              | Balada pop [ 226 ] Electronic dance music [ 226 ]                   | Espanhol                          | 1,1 - EUA: 100.000 - Espanha: 1 milhão | 2                     | [ 227 ]         |
| Julio Iglesias          | Calor                         | 1992              | Adult Contemporary Música pop [ 228 ]                               | Espanhol Português                | 1,025 - Brasil: 250.000 - Itália: 50.000 - Espanha: 500.000 - Argentina: 120.000 - Colômbia: 30.000 - Países Baixos: 50.000 - Chile: 25.000 | 2                     | [ 230 ]         |
| Daniela Mercury         | O Canto da Cidade             | 1992              | Axé                                                                 | Português                         | 1 - Brasil: 1 milhão | 2                     | [ 232 ] [ 233 ] |
| Luis Miguel             | 33                            | 2003              | Pop                                                                 | Espanhol                          | 0,98 - EUA: 200.000 - Espanha: 200.000 - México: 500.000 - Argentina: 80.000 | 2                     | [ 123 ]         |
| Alejandro Sanz          | Viviendo Deprisa              | 1991              | Pop latino                                                          | Espanhol                          | 0,930 - Espanha: 900.000 - Argentina: 30.000 | 2                     | [ 235 ]         |
| Miguel Bosé             | Papito                        | 2007              | Pop latino                                                          | Espanhol                          | 0,92 - EUA: 100.000 - Espanha: 400.000 - México: 400.000 - Argentina: 20.000 | 2                     | [ 237 ] [ 238 ] |
| Enrique Iglesias        | Cosas del Amor                | 1998              | Power ballads                                                       | Espanhol                          | 0,762 - EUA: 500.000 - México: 250.000 - Uruguai: 12.000 | 2                     | [ 240 ]         |
| Ricardo Arjona          | Historias                     | 1994              | Balada                                                              | Espanhol                          | 0,64 - EUA: 400.000 - Argentina: 240.000 | 2                     | [ 242 ]         |
| Ricky Martin            | Almas del Silencio            | 2003              | Flamenco [ 243 ] Vallenato [ 243 ] Balada [ 243 ]                   | Espanhol                          | 0,615 - EUA: 400.000 - Espanha: 100.000 - México: 75,000 - Argentina: 40.000 | 2                     | [ 244 ]         |
| Thalía                  | Arrasando                     | 2000              | Dance music                                                         | Espanhol                          | 0,833 - EUA: 200.000 - América Central: 10.000 - Chile: 15.000 - Colômbia: 15.000 - Grécia: 15.000 - Peru: 10.000 - Filipinas: 40.000 - Eslovênia: 15.000 - Espanha: 200.000 - México: 150.000 - Argentina: 60.000 - Uruguai: 3.000 - Venezuela: 100.000                                                            | 2                     | [ 250 ]         |
| Thalía                  | En éxtasis                    | 1995              | Pop music                                                           | Espanhol                          | 0,678 - EUA: 200.000 - Argentina: 120.000 - Brasil: 100.000 - Chile: 15.000 - México: 200.000 - Filipinas: 40.000 - Uruguai: 3,000 | 2                     | [ 255 ]         |
| Thalía                  | Amor a la mexicana            | 1997              | Latin dance                                                         | Espanhol                          | 0,675 - EUA (Latin): 200,000 - Chile: 15,000 - Filipinas: 40,000 - Espanha: 200,000 - México: 100,000 - Argentina: 120,000 | 2                     | [ 255 ]         |